# Berufsbildungswerk Potsdam

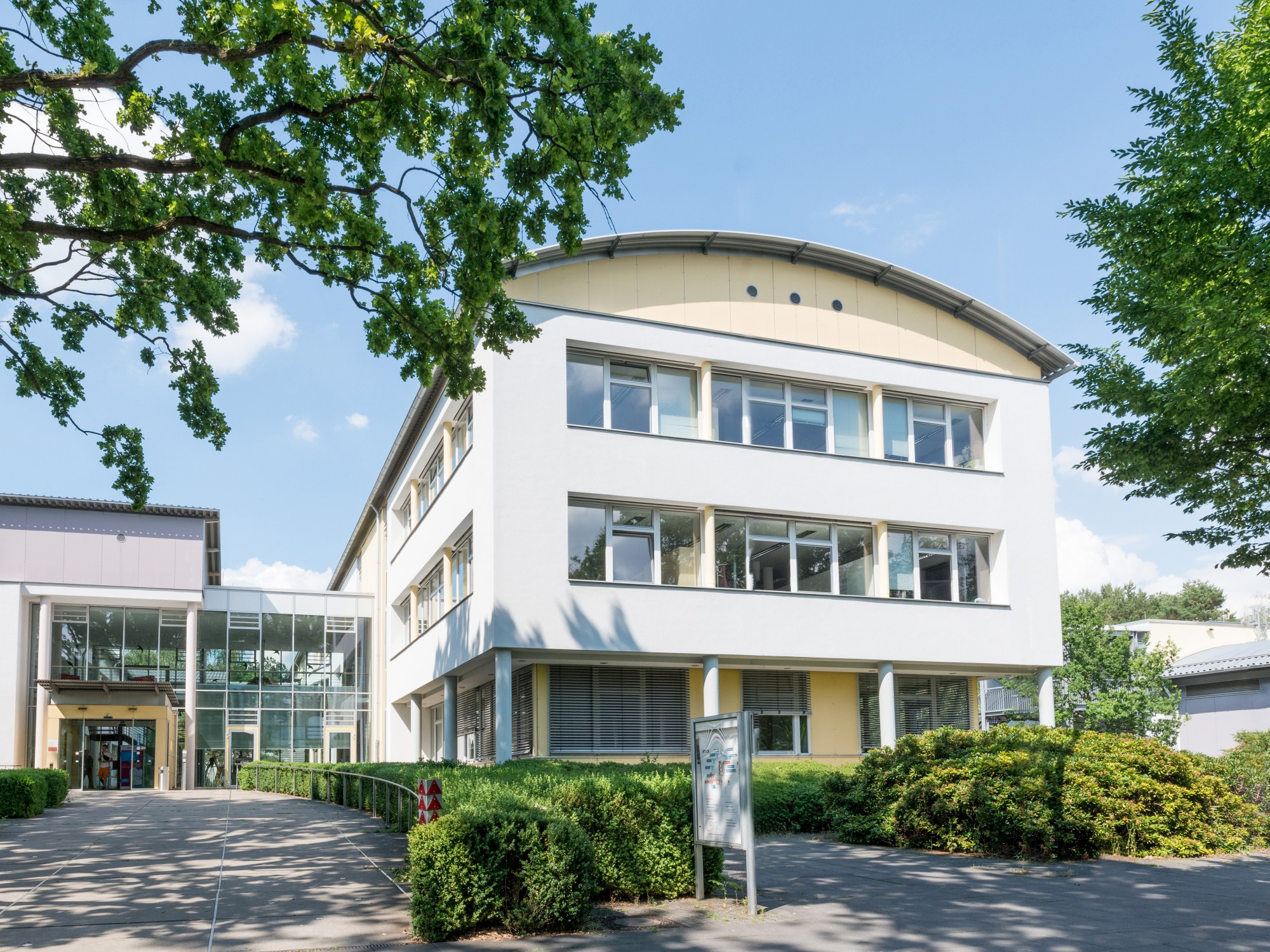
Außenansicht Oberlin Berufsbildungswerk

Die Berufsbildungswerk im Oberlinhaus gGmbH (Kurzform: Oberlin Berufsbildungswerk) ist ein Berufsbildungswerk (BBW), das sich auf die Ausbildung von Jugendlichen und jungen Erwachsenen mit besonderem Förderbedarf und/oder Behinderung (mit Körper-, Lern-, psychischen und Mehrfachbehinderungen sowie Autismus-Spektrum-Störung) spezialisiert hat. Es ist ein hundertprozentiges Tochterunternehmen des Potsdamer Vereins Oberlinhaus.
Das Berufsbildungswerk bildet Jugendliche in 30 kaufmännischen und handwerklichen Berufen sowie Berufen im Dienstleistungssektor aus und unterhält eigene Internate, in denen die Auszubildenden während ihrer Ausbildung von entsprechendem Fachpersonal betreut werden. Ziel ist es, die Jugendlichen auf ihrem Weg zu einem erfolgreichen Berufsabschluss zu unterstützen, sodass diese anschließend auf dem ersten Arbeitsmarkt einen Arbeitsplatz finden.
Insgesamt verfügt das Werk über Internatsplätze für knapp 400 Auszubildende. Während ihrer Zeit im Berufsbildungswerk werden diese von Erziehern, Heilerziehungspflegern und Sozialpädagogen begleitet. Ziele der pädagogischen Arbeit sind, die Jugendlichen während ihrer Ausbildung mit individuellen Maßnahmen sowie vielfältigen Hilfen zu unterstützen, ihre lebenspraktischen Fähigkeiten und soziale Kompetenz zu fördern und sie bei der Erlangung größtmöglicher Selbstständigkeit zu stärken.
Es gibt sechs Internate, fünf davon auf dem Gelände in Potsdam-Babelsberg und eines in Kleinmachnow, einem Ort nahe Potsdam. In den Internaten wohnen die Jugendlichen in Einzel- und Doppelzimmern. Jeweils acht Jugendliche bilden eine Wohngruppe und verfügen über eine eigene Küche und Gemeinschaftsräume zur Freizeitgestaltung. Zusätzlich zu den Internaten gibt es Außenwohngruppen, in denen die Jugendlichen wohnen können.
Das Werk verfügt über einen eigenen Freizeitbereich. Dort werden u. a. Disko- und Spieleabende, Theater-, Chor- und Sportangebote sowie Freizeitfahrten organisiert.

## Oberlin Berufliche Schulen
Die Oberlin Beruflichen Schulen sind eine anerkannte Ersatzschule. Als Partner in der dualen Berufsausbildung fungiert die Sonderpädagogische Berufsschule. Des Weiteren gibt es eine Berufsfachschule Berufliche Grundbildung sowie eine Fachschule für Sozialwesen und eine Berufsfachschule für Soziales. Zum Oktober 2020 startet eine Pflegeschule.
Seit dem Jahr 2005 werden an der Berufsfachschule Soziales Sozialassistenten ausgebildet, seit 2006 bildet die Fachschule Sozialwesen Heilerziehungspfleger und seit 2009 Erzieher aus. Zum Oktober 2020 bieten die Oberlin Beruflichen Schulen die Möglichkeit, eine Ausbildung im Pflegebereich in Vollzeit zu absolvieren. Die neue generalistische Ausbildung als Pflegefachfrau bzw. -mann führt die bisher strikt getrennten Ausbildungsgänge in den Bereichen Kranken-, Kinderkranken- und Altenpflege zusammen.
Die Schulen befinden sich direkt auf dem Gelände des Berufsbildungswerks.